# Săliștea (Râmnicu Vâlcea), Vâlcea
Săliștea este un sat ce aparține municipiului Râmnicu Vâlcea din județul Vâlcea, Muntenia, România. Până în 1951 a aparținut de județul Argeș.